# San Martín del Pimpollar
San Martín del Pimpollar ist ein Ort und eine aus zwei Siedlungskernen bestehende zentralspanische Berggemeinde (municipio) mit nur noch 219 Einwohnern (Stand: 2024) in der Provinz Ávila in der Autonomen Region Kastilien-León.

## Lage und Klima
Der ca. 1335 m hoch gelegene Bergort San Martín del Pimpollar liegt im Tal des Río Alberche ca. 59 km südwestlich der Provinzhauptstadt Ávila. Das Klima im Winter ist kühl, im Sommer dagegen gemäßigt bis warm; die geringen Niederschlagsmengen (ca. 400 mm/Jahr) fallen – mit Ausnahme der nahezu regenlosen Sommermonate – verteilt übers ganze Jahr.

## Bevölkerungsentwicklung
| Jahr      | 1857 | 1900 | 1950 | 2000 | 2019 |
| Einwohner | 398  | 530  | 612  | 328  | 189  |

Aufgrund der Mechanisierung der Landwirtschaft, der Aufgabe bäuerlicher Kleinbetriebe und dem damit einhergehenden Verlust an Arbeitsplätzen ist die Bevölkerung der Gemeinde seit den 1950er Jahren konstant rückläufig. Zur Gemeinde gehört auch der Weiler Navalsauz.

## Wirtschaft
Das wirtschaftliche Leben der Gemeinde ist in hohem Maße agrarisch orientiert – früher wurde Getreide zur Selbstversorgung ausgesät; Gemüse stammte aus den Hausgärten und auch Viehzucht wurde betrieben. Seit den letzten Jahrzehnten des 20. Jahrhunderts spielt der ländliche Tourismus (turismo rural) eine immer bedeutsamer werdende Rolle im Wirtschaftsleben der Gemeinde.

## Geschichte

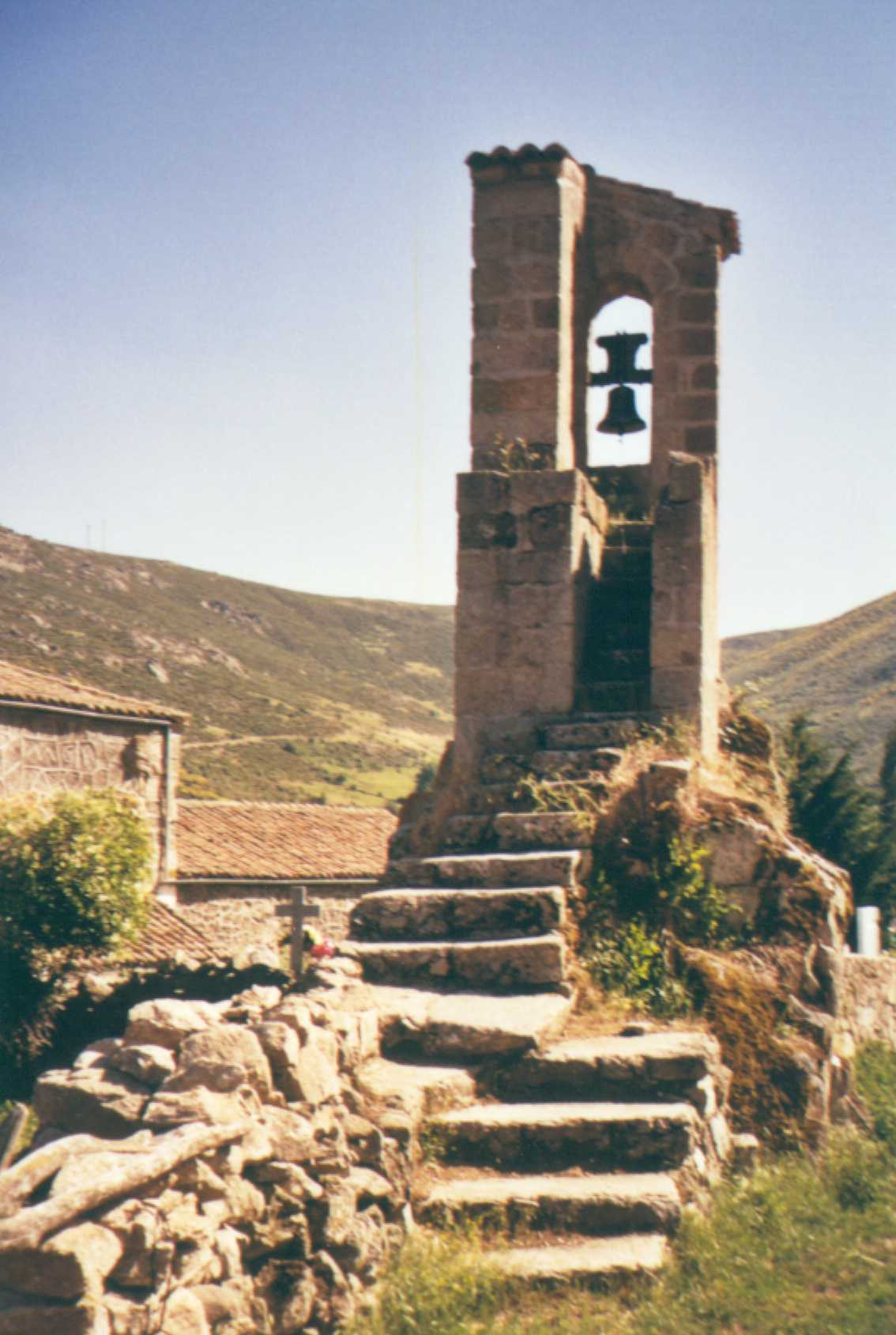
Glockenträger der Kirche von Navalsauz

Obwohl der Ort zum ehemaligen Siedlungsgebiet der Vettonen gehörte, wurden bislang weder keltische, römische, westgotische noch maurische Funde entdeckt. Man muss daher annehmen, dass das hochgelegene Gebiet jahrhundertelang nur als Sommerweide diente und erst nach der Rückeroberung (reconquista) Ávilas im 11. Jahrhundert allmählich besiedelt wurde.

## Sehenswürdigkeiten
- Alte und neue Häuser stehen im Ortskern unmittelbar nebeneinander; einige bestehen aus – später oft verputzten – Feldsteinen.
- Die aus exakt behauenen Werksteinen errichtete Iglesia de San Martín Obispo ist dem hl. Martin von Tours geweiht; sie entstand im 16. Jahrhundert an der Stelle einer älteren romanischen Kirche. Das auf der Südseite befindliche Portal ist durch eine offene Vorhalle (portico) geschützt. Das Kirchenschiff ist tonnengewölbt.

Navalsauz
- Markantester Bauteil der Kirche von Navalsauz ist der auf einem kleinen Felsen neben der Kirche befindlich moderne Glockenträger. Der Chorbereich der Kirche mitsamt der Apsis ist deutlich höher als das Langhaus.
- In der Umgebung der Kirche liegen drei einfache Steinsarkophage.